# モンタギュー島 (アラスカ州)

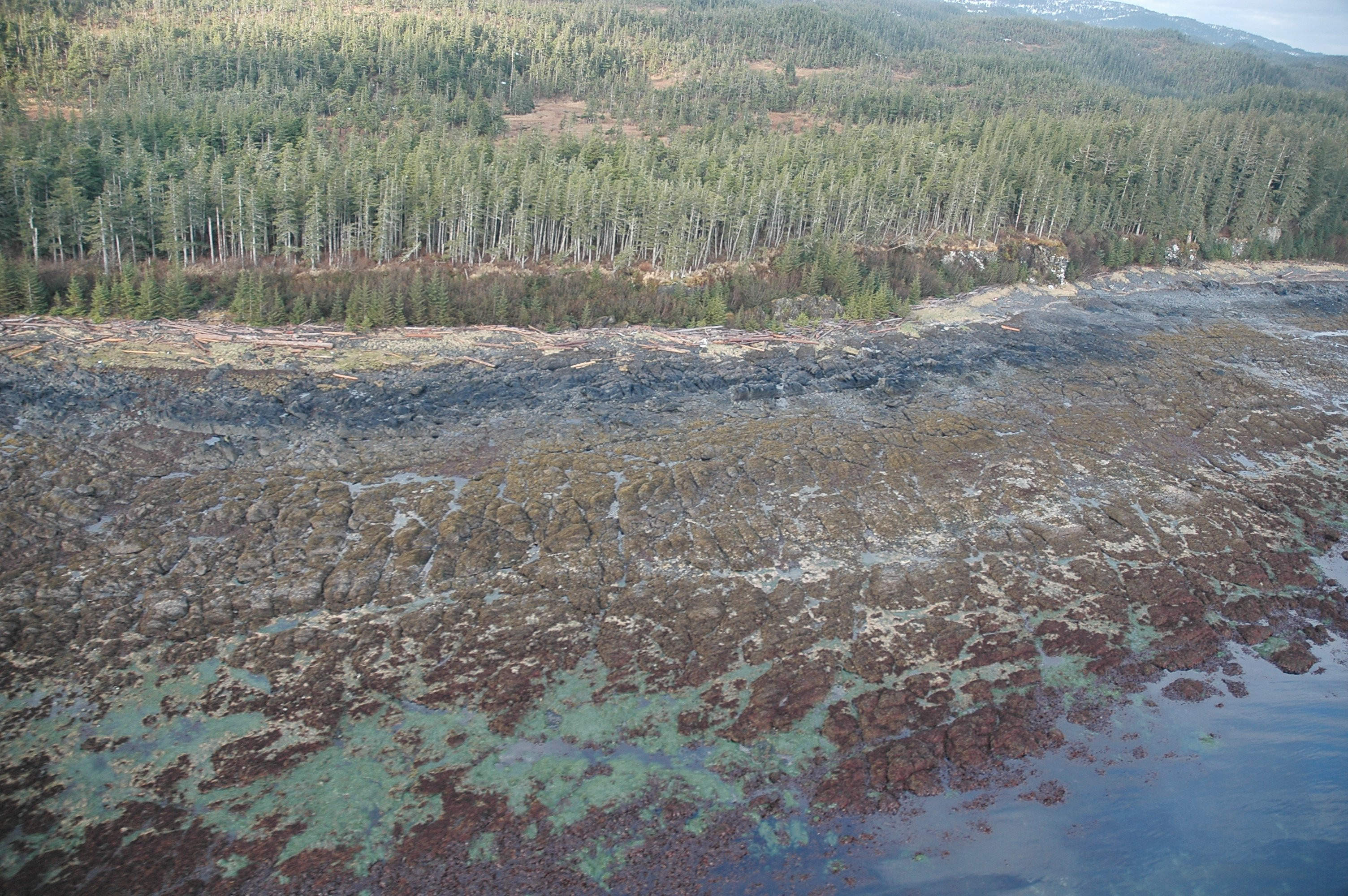

モンタギュー島(Montague Island)はアメリカ合衆国アラスカ州アラスカ湾の玄関口プリンス・ウィリアム湾にある島。面積は790.88 km² 。「2000 census」によると、定住者はなく、アメリカ合衆国最大の無人島。 'The Land of the Giants'と呼ばれているように、Seward portの中でもスポーツフィッシングでよく知られている。2007年には、350ポンドのオヒョウが獲れ、また多くの船が100ポンド以上の魚で満杯になった。
2012年5月のCenter for Alaskan Coastal Studiesの発表によると、島の沿岸の生態系は吹き付ける風と東北地方太平洋沖地震の津波の影響で、前例のない量の海洋ゴミにさらされている。
The Marine Conservation Alliance Foundationの資金援助により、2012年5月22日から、大規模な清掃活動が始まった。